# Site nucléaire de Romans
Le site nucléaire de Romans est un site de l'industrie nucléaire situé sur la commune de Romans-sur-Isère, dans le département de la Drôme, à 20 km au nord-est de Valence. Il occupe une superficie d’environ 30 hectares et regroupe les usines de production de deux sociétés, CERCA et FBFC, toutes deux filiales à 100 % du groupe Areva et spécialisées dans la fabrication d'assemblages combustible destinés aux réacteurs électronucléaires y compris aux réacteurs de recherche.
L'activité du site fait appel aux métiers de la chimie, de la métallurgie des poudres, de l’assemblage par différentes techniques dont les techniques de soudage évolué, de la mécanique et de l’usinage.

## Histoire
La Compagnie pour l'étude et la réalisation de combustibles atomiques (CERCA) est présente sur le site dès 1959.
Créée en 1973, la société Franco-Belge de Fabrication du Combustible (FBFC) installe ensuite un site de production sur le site en 1977 pour répondre aux besoins en matière de combustible pour l'important programme électro nucléaire français qui a été lancé. Cette installation est autorisée par décret du 2 mars 1978 .
Le premier combustible sous licence Framatome est livré à EDF en 1985
À la suite de la création d'Areva en 2001, FBFC devient une filiale à 100 % de ce groupe. Celui-ci investit entre 2007 et 2009 : 100 millions d’euros dans la rénovation de l’usine .

## Usine FBFC
L'usine FBFC, filiale de Areva-NP, fabrique des produits entrant dans la composition des combustibles nucléaires destinés aux réacteurs nucléaires : de la poudre de dioxyde d'uranium (UO2), des pastilles, des embouts, des crayons de combustible et des assemblages de combustible,
Les établissements de FBFC-CERCA emploient huit cent cinquante personnes sur le site de Romans.
FBFC alimente près de 80 % du parc nucléaire français (EDF) et fournit des assemblages combustibles aux électriciens belges, suédois, allemands, chinois, coréens, d’Afrique du Sud…FBFC exporte certains produits manufacturés (pastilles, poudre, embouts, grappes…) notamment aux États-Unis, au Japon, en Espagne et au Brésil.

## Usine CERCA
L'usine CERCA fabrique des éléments combustibles pour réacteurs de recherche. Ses clients sont essentiellement des centres de recherche et des universités du monde entier. Elle réalise également de la mécanique nucléaire et des ensembles de haute technologie (dispositifs d’irradiation, outils de manutention et d’inspection du combustible, cavités pour accélérateurs, détecteurs de particules…).

### Exportation
La société CERCA est le premier fournisseur mondial de combustible pour réacteurs de recherche et couvre 60 % du marché mondial. 25 modèles de combustibles ont été livrés dans 40 pays : Japon, Canada, États-Unis, l’Europe, l’Australie et l’Afrique du Sud. Elle fournit également des cibles médicales en uranium pour produire du Molybdène 99 (99Mo), un radio-isotope utilisé pour le diagnostic du cancer.
Le département Mécanique de la société fournit par ailleurs des équipements électromécaniques de haute technologie et les  services associés destinés aux expériences de physique, aux applications de recherche, ainsi qu’à l’industrie nucléaire

## Sûreté

### Cadre réglementaire
La loi du 13 juin 2006 relative à la transparence et à la sécurité en matière nucléaire, dite loi TSN, et notamment son article 29, précise que les installations nucléaires doivent être autorisées par un décret du Premier ministre après instruction des autorités compétentes. L’exploitant  doit à cet effet déposer un dossier démontrant comment son installation fonctionnera en limitant au maximum les impacts sur l’homme et son environnement et en maîtrisant les risques associés. Après une instruction technique, le public est consulté dans le cadre d'une enquête publique et au travers d'éventuels autres organismes (Commission locale d'information, Autorité environnementale, Autorité de sûreté nucléaire). Le décret d’autorisation de création fixe le périmètre et les caractéristiques de l’installation, les règles particulières auxquelles doit se conformer l’exploitant et les prescriptions techniques.
L’usine CERCA a été classée, à compter du 1er novembre 1967, comme “installation nucléaire existant antérieurement à la nouvelle réglementation et soumise, de ce fait, au contrôle des inspecteurs chargés de leur surveillance” par une lettre en date du 28 juillet 1967 du Ministre d’État chargé de la Recherche Scientifique et des Questions Atomiques et Spatiales. Dans le cadre de la nouvelle réglementation postérieure à 2006, elle est classée installation nucléaire de base sous le numéro 63.
L'usine FBFC qui fabrique des assemblages combustibles pour les centrales nucléaires constitue l’INB 98. L'autorisation en cours est celle du décret du 2 mars 1978, modifié par le décret n°2006-329 du 20 mars 2006 qui avait pour objet une demande d’augmentation de capacités).
La société FBFC est reconnue comme l’exploitant unique du site de Romans par l’Autorité de sûreté nucléaire (ASN).

### Gestion des risques
En octobre 2012, l'Autorité de sûreté nucléaire reclasse du niveau 1 au niveau 2 de l'échelle INES un événement relatif au "non-respect des règles d'identification, d'entreprosage et de transfert interne" de matières fissiles